# Obernkirchen
Obernkirchen er en by og kommune i det nordvestlige Tyskland med 9246 indbyggere (2018-12-31), beliggende under Landkreis Schaumburg i den nordlige del af delstaten Niedersachsen. Kommunen ligger omkring 8 km sydvest for Stadthagen og 15 km øst for Minden.

## Geografi
Obernkirchen er beliggende ved Bundesstraße 65 mellem byerne Bückeburg og Stadthagen. Det skovdækkede Bückeberg (367 moh.) dækker en stor del af den østlige del af kommunen.

### Nabokommuner
Obernkirchen grænser (med uret fra nord) op til kommunen Nienstädt, byen Stadthagen, kommunerne Auetal, Buchholz, Heeßen, Bad Eilsen og Ahnsen samt byen Bückeburg og kommunerne Seggebruch og Helpsen.

### Inddeling
I kommunen ligger ud over Obernkirchen:
| Landsby    | Indbyggere |
| ---------- | ---------- |
| Gelldorf   | ~ 800      |
| Krainhagen | ~ 1.220    |
| Röhrkasten | ~ 310      |
| Vehlen     | ~ 1.300    |

## Historie
Kommunen har haft en stor produktion af sandsten, (f.eks. er Det Hvide Hus i Washington, D.C. hovedsageligt bygget af Obernkirchener Sandsten), stenkulsudvinding og glasproduktion. I Obernkirchen blev den ældste glashytte i området grundlagt i 1799, og efter en afbrydelse blev produktionen genoptaget i 1827 under navnet "Schauenstein". I 1823 blev fabrikant Caspar Hermann Heye medejer, og i 1842 overtog han den helt.